# El Ídolo, Puebla
El Ídolo är en ort i Mexiko.   Den ligger i kommunen Petlalcingo och delstaten Puebla, i den sydöstra delen av landet, 200 km sydost om huvudstaden Mexico City. El Ídolo ligger 1 440 meter över havet och antalet invånare är 498.
Terrängen runt El Ídolo är huvudsakligen kuperad, men den allra närmaste omgivningen är platt. Runt El Ídolo är det ganska glesbefolkat, med 42 invånare per kvadratkilometer. Närmaste större samhälle är Petlalcingo, 5,6 km nordväst om El Ídolo. Trakten runt El Ídolo består i huvudsak av gräsmarker.